# Пакистанский музей естествознания
Пакистанский музей естествознания — публичный музей естествознания, основанный в 1976 году и расположенный в Исламабаде, столице Пакистана. В нём представлены залы и экспонаты, рассказывающие об экологии, геологии и палеонтологии Пакистана. В настоящее время коллекция музея составляет более 300 000 экспонатов. В составе музея также работает научно-исследовательский центр, тесно сотрудничающий с музеем Лок Вирса. Музей открыт ежедневно за исключением пятницы, с 10:00 до 17:00. Музей находится в ведении Пакистанского научного фонда, Министерства науки и технологии Пакистана.

## Экспозиции
- Биологическая галерея представляет и рассказывает о флоре и фауне в естественной среде обитания.[1]
- Экологическая галерея — образовательная секция, где рассказывается об экологических проблемах через видео- и аудио-материалы.[1]
- Галерея драгоценных камней демонстрирует различные виды как необработанных камней, так и уже отполированных.
- Палеонтологическая галерея представляет окаменелости. Выставлен череп австралопитека. Стены расписаны сюжетами из доисторической эпохи.[2]
- Галерея Тетис рассказывает об океанологии, петрологии, почвоведении и минералогии Пакистана. В ней представлены трёхмерная диорама морского дна и скелет кита, а также детально отображён Соляной хребет.[2]